# Utricularia steyermarkii
Utricularia steyermarkii är en tätörtsväxtart som beskrevs av Peter Geoffrey Taylor. Utricularia steyermarkii ingår i släktet bläddror, och familjen tätörtsväxter. Inga underarter finns listade i Catalogue of Life.